# Monoenantiornis
Monoenantiornis is een geslacht van uitgestorven vogels uit het Vroeg-Krijt van het huidige China, behorend tot de Enantiornithes. De enige benoemde soort is Monoenantiornis sihedangia.

## Vondst en naamgeving
Bij Sihedang in Liaoning werd in de eenentwintigste eeuw een nieuwe vindplaats van vogelfossielen ontdekt. Eerst leverde die alleen resten van Ornithuromorpha op maar uiteindelijk werd ook een skelet van een nog onbekend lid van de Enantiornithes gevonden, de andere hoofdtak van de vogelevolutie. Aangezien zulke vondsten opgegraven worden door de illegale fossielenhandel zijn er geen exacte gegevens bekend over de locatie, de datum en de ontdekker van de vondst. Het stuk werd verworven door het Institute of Vertebrate Palaeontology and Palaeoanthropology te Beijing. Het werd in 2012 door Li Dahan en Li Yutong geprepareerd.
In 2017 werd de typesoort Monoenantiornis sihedangia benoemd en beschreven door Hu Han en Jingmai Kathleen O'Connor. De geslachtsnaam verbindt het Oudgrieks monos, 'alleen', met een verwijzing naar de Enantiornithes, als teken dat de soort in 2017 de enige was uit de fauna van Sihedang die tot die groep behoorde. De soortaanduiding 'die van Sihedang' verwijst naar de vindplaats.
Het holotype IVPP V20289 is hoogstwaarschijnlijk gevonden in een laag van de Yixianformatie, die dateert uit het vroege Aptien, ongeveer 125 miljoen jaar oud. Het bestaat uit een vrijwel compleet skelet met schedel, platgedrukt op een enkele plaat. Alleen de darmbeenderen en zitbeenderen van het bekken ontbreken. Sommige delen van de wervelkolom zijn nogal beschadigd. Het skelet ligt in verband. Het is op de onderkant zichtbaar. Het bewaart uitgebreide delen van het verenkleed maar die tonen weinig detail. Het betreft een jongvolwassen exemplaar, iets waar het beschrijvende artikel ruime aandacht zou besteden.

## Beschrijving

### Grootte en onderscheidende kenmerken
Monoenantiornis is een vrij grote vogel. Inclusief de zichtbaar vrij lange slagpennen van de hand bedraagt de vleugelspanwijdte een kleine halve meter. De grootte werd door O'Connor aangegeven als maar weinig minder dan die van Bohaiornis maar als duidelijk minder dan Pengornis.
De beschrijvers gaven verschillende onderscheidende kenmerken aan. Eén daarvan is een autapomorfie, unieke afgeleide eigenschap. Het derde middenhandsbeen steekt meer dan 15% van de lengte van het tweede middenhandsbeen verder buiten dat metacarpale uit.
Daarnaast is er een unieke combinatie van op zich niet unieke kenmerken. De tanden zijn klein en hun spitsen zijn hoewel puntig niet naar achteren gekromd. De premaxillaire tanden hebben groeven op de binnenzijde. Het borstbeen heeft een smalle gewelfde voorrand. De buitenste achterste uitsteeksels van het borstbeen zijn schuin naar achteren en bezijden gericht en eindigen vóór het uiteinde van het zwaardvormig uitsteeksel. Het facet van het schouderblad voor het contact met het vorkbeen is groot en driehoekig. De onderste helft van de buitenrand van het hoofdlichaam van het ravenbeksbeen is sterk bol. Het scheenbeen heeft een enkelvoudige en lage crista cnemialis lopen langs de bovenste 30% van de bovenzijde van de schacht. De voet heeft een zeer robuuste tweede teen en een zeer slanke vierde teen.

### Skelet
De schedel heeft een lengte van 35,1 millimeter. De kop is matig spits waarbij de snuitpunt een hoek van 35 graden heeft. De praemaxillae zijn wellicht gedeeltelijk vergroeid. Er staan minstens drie, vrij kleine, tanden in de praemaxilla. Ze hebben een driehoekig profiel met een vrij brede basis die uitloopt in een kleine afgeronde punt. Die is, de diagnose niettegenstaande, in feite iets naar achteren gekromd, zoals de detailbeschrijving ook vermeldt. De tanden hebben het formaat als bij de meeste Enantiornithes met een basisbreedte van 0,68 millimeter. Ze zijn iets langer dan breed. De binnenzijde van de tanden is plat met verticale groeven. Dat laatste is onder vogels alleen eerder vastgesteld bij Sulcavis. Ze zijn echter ondieper en meer evenwijdig lopend dan bij Sulcavis. De schedel is grondig gekraakt en weinig anatomische details zijn waarneembaar. Het quadratum heeft een lange rechte bovenste tak. Het lijkt niet gepneumatiseerd.
Het dentarium van de onderkaak draagt minstens vijf tanden. Die lijken identiek in vorm aan de premaxillaire tanden maar hun binnenkant is niet waarneembaar. De achterste botten van de onderkaak zijn robuust. Ze lijken naar voren toe iets naar beneden te buigen. Er is een dun tongbeen bewaard gebleven.
In het synsacrum van het heiligbeen zijn naar schatting zeven wervels vergroeid; sommige verwanten hebben er acht. Het synsacrum heeft een diepe lengtegroeve op de onderzijde. De zijuitsteeksels steken schuin naar achteren en bezijden, net als bij de bohaiornithiden. Ook het pygostyle lijkt op het vergroeide staartuiteinde bij die groep in het geleidelijk aan taps toelopen in plaats van plots ingesnoerd te zijn.
Het borstbeen heeft een unieke bouw. De gewelfde voorzijde is smal en tongvormig. De achterste zijuitsteeksels maken een hoek van 20 graden met de lengteas van het sternum. Ze zijn achteraan niet verbreed, wat uitzonderlijk is. Ze zijn ook erg kort, maar 47% van de lengte van de zijrand uitmakend. De beschrijvers suggereerden dat dit veroorzaakt zou kunnen zijn door de jonge leeftijd van het dier en dat bij oude exemplaren de verbreding tot stand zou kunnen zijn gekomen door het verbenen van kraakbeen. De tussenliggende uitsteeksels op de achterrand zijn maar zwak ontwikkeld. De middelste trabeculae zijn vergroeid tot een lang en scherp zwaardvormig uitsteeksel aan de achterrand met bovenop een krachtige kiel die 60 procent van de lengte van het borstbeen beslaat, met het hoogste punt op een derde van de lengte van de voorkant van deze kam gemeten.
Het schouderblad is recht, iets taps naar boven toelopend en korter dan het opperarmbeen. Het ravenbeksbeen is een lang en driehoekig element met een uitgerekte tak met holle zijden die naar het schouderblad gericht is en een overdwars verbreed onderste hoofdlichaam met bolle zijden en een rechte onderrand aan de kant van het borstbeen. Het vorkbeen is Y-vormig waarbij de rechte en slanke takken een hoek van 60 graden met elkaar maken net als bij Pengornis maar breder dan bij veel verwanten.
De arm is iets langer dan de achterpoot. Onderarm en bovenarm zijn ieder ongeveer vijfenveertig millimeter lang. Het opperarmbeen heeft een vrij lage deltopectorale kam, lager dan de schachtdikte, die een derde van de schacht beslaat en naar het distale uiteinde toe abrupt afbreekt. De ellepijp is robuust. De carpometacarpus is niet vergroeid. Het eerste middenhandsbeen is dunner dan het tweede en is driekwart korter. Het tweede middenhandsbeen is robuust en recht. Het derde middenhandsbeen is veel dunner. Het steekt zo'n 16 procent voorbij het tweede uit wat het dubbele is van wat de meeste verwanten tonen. Hert heeft een bol gebogen voorkant. De eerste vinger reit tot aan het uiteinde van het tweede middenhandsbeen. De duimklauw is ongeveer even groot als de tweede handklauw maar rechter. De tweede vinger is slank waarbij het tweede kootje iets korter is dan het eerste. De derde vinger is sterk gereduceerd en beslaat slechts uit één kootje. Het is nog niet zo kort maar heeft niet de vorm van een klauw. Aan beide handen is het gebroken wat de illusie schept van meerdere elementen. De breuk onthult dat het element hol is.
Van het bekken zijn slechts de schaambeenderen bekend. Ze zijn robuust, staafvormig en korter dan het dijbeen. Hun vergroeiing aan het onderste uiteinde is vermoedelijk verbreed en tot dat uiteinde beperkt.
Het dijbeen is recht en heeft 85 procent van de lengte van het scheenbeen, een normale waarde bij Enantiornithes. Het scheenbeen toont een crista cnemialis wat voor Enantiornithes uit het Onder-Krijt een uitzondering is: dit basale kenmerk is voor die groep en tijd verder alleen van Soroavisaurus bekend. Deze kam, de aanhechting voor spieren die het onderbeen strekken, loopt over de voorste buitenkant van het scheenbeen, bijna een derde deel van de schachtlengte beslaand. Het zou kunnen wijzen op een extra sterke afzet bij het opstijgen, wat kleinere vogels typisch in één sprong doen. De crista fibularis, de kam aan de zijde van het kuitbeen, begint op zekere afstand van het bovenvlak en loopt ook minder dan de helft door. Het kuitbeen zelf heeft de helft van de lengte van het scheenbeen en loopt uit als een smalle beensplinter.
Zeer opvallend is dat het intermedium als een aparte verbening zichtbaar is. Het gaat om een element dat bij meer basale theropoden de opgaande tak van het sprongbeen vormt en een driehoekige bedekking van het onderste scheenbeen. Bij deze meer basale vormen wordt het altijd, ook bij jonge dieren, als een integraal deel van de astragalus aangetroffen. Bij de embryo's van vogels echter, ontstaat het als een aparte beenkern. Dit is in het debat over de oorsprong van de vogels wel gebruikt als argument waarom vogels geen dinosauriërs konden zijn. Monoenantiornis laat een tussenfase zien: het intermedium is al apart maar heeft nog puur de vorm van de opgaande tak, de processus ascendens, van het sprongbeen. Bij het volwassen dier zou het vastgroeien; bij moderne vogels versmelt het met de tibiotarsus. Het beschrijvende artikel concludeert hieruit dat ook bij basale theropoden het intermedium embryonaal als apart element aanwezig is. Het element was voor de beschrijvers aanleiding de fasen in de verbening van het skelet van Enantiornithes in detail te onderzoeken. Bij het holotype zijn sprongbeen en hielbeen wel met elkaar vergroeid maar niet met het scheenbeen tot een tibiotarsus. Op de binnenste knobbel van het sprongbeen ligt op de binnenzijde een diepe put als bij Qiliania. De onderste enkelbeenderen zijn ook weer wel met elkaar vergroeid maar niet met de middenvoet.
De middenvoetsbeenderen zijn niet vergroeid. Het tweede middenvoetsbeen is korter dan het derde en vierde die ongeveer even lang zijn. Het afstaande uiteinde van het tweede middenvoetsbeen, zijn trochlea, eindigt daarom boven de trochleae van de andere twee metatarsalia. Dat is een bouw die afwijkt van andere Enantiornithes maar de beschrijvers hebben het niet als autapomorfie gegeven omdat door beschadigingen aan de bovenste uiteinden de lengten van de middenvoetsbeenderen niet exact vast te stellen zijn en ze bij het fossiel ook van elkaar losgeraakt zijn zodat het in beginsel mogelijk is dat hun afwijkende onderlinge posities het gevolg zijn van verschuivingen. Het tweede middenvoetsbeen is zeer robuust als bij Bohaiornis. Een andere overeenkomst is dat de tweede teen veel dikker is dan de vierde, alleen is in dit geval het verschil nog groter met een schachtdikte die 2,7 maal hoger ligt. De vierde ten loopt zeer dun uit en ook de vierde voetklauw is erg klein. De eerste en tweede voetklauw zijn veel hoger dan de derde en vierde.

### Verenkleed
Het hele skelet is omgeven door een halo van veerresten maar hun vorm is slecht waarneembaar. De nek was omgeven door een dikke bevedering zodat bij het levende dier de kop aerodynamisch overging in de romp en onzichtbaar was hoe dun de eigenlijke hals was, net als bij de meeste kleinere moderne vogels. Er zijn geen veren aangetroffen op de borst. De veren op het onderbeen reiken niet voorbij de enkel. De slagpennen van de hand zijn lang, de lengt ervan verdriedubbelend.

## Fylogenie
Monoenantiornis werd in de Enantiornithes geplaatst als een afzonderlijke afsplitsing van hun hoofdstam, boven de Longipterygidae maar onder een klade die onder andere de Bohaiornithidae, Eoenantiornis en Qiliania omvat. Monoenantiornis vertegenwoordigt een afsplitsingspunt gekenmerkt door de evolutie van korte buitenste trabeculae, zijwaarts gerichte buitenste trabeculae en een meer gewelfde voorrand van het borstbeen.

## Levenswijze
Monoenantiornis was vermoedelijk een bosvogel die met zijn scherpe voetklauwen en geopponeerde eerste teen takken kon vastklemmen. Hij at waarschijnlijk kleine dieren. De wat gebolde kleine tanden waren in staat het pantser van geleedpotigen te kraken.
De verbening van het skelet zou volgens de beschrijvers in een vaste volgorde plaatsvinden waarvan Monoenantiornis een zelden bewaard gebleven fase vertegenwoordigde. De praemaxillae waren al wel versmolten evenals het synsacrum en de pygostyle maar de carpometacarpus, tibiotarsus en tarsometatarsus van respectievelijk handen en onderbenen nog niet.
De beschrijvers werkten dit uit tot een volledige typologie van rijpingsfasen voor de Enantiornithes. Fase o werd gekenmerkt door een ontbreken van versmeltingen van wervels en botten van de ledematen. Carpalia en onderste tarsalia zijn niet eens verbeend. In fase 1 vergroeien het synsacrum en de pygostyle hoewel de beennaden vaak wel zichtbaar blijven. Het pygostyle zou iets eerder vergroeien dan het synsacrum. De vroege vergroeiing van het laatste element wordt verklaard door de cruciale dragende functie. Het borstbeenderen zijn verbeend maar nog niet tot één element versmolten. Het dier is ongeveer een jaar oud maar de ledematen groeien nog hoewel vertraagd bij het opperarmbeen en dijbeen. In Fase 2a versmelten de enkelbeenderen. Eerst vergroeien sprongbeen en hielbeen en daarna vergroeit hier het intermedium weer mee. De onderste tarsalia vergroeien tot een kap maar die verbindt zich nog niet met de middenvoet. Het borstbeen vergroeit volledig maar de uiteinden van de trabeculae zijn nog niet verbeend. Deze fase zou slechts een korte tijd duren, onvoldoende om een groeilijn te vormen. Fase 2b toont het vergroeien van het intermedium als een opgaande tak van het sprongbeen. De tarsalia vergroeien met de middenvoet maar de middenvoetsbeenderen blijven onderling gescheiden. Een carpometacarpus heeft zich nog niet gevormd. Het borstbeen is in alle onderdelen verbeend. Fase 3 is de laatste. Alle elementen vergroeien hierin. De bovenste enkelbeenderen vormen een tibiotarsus met het scheenbeen. De middenvoetsbeenderen vergroeien aan de bovenste uiteinden — bij de Enantiornithes vormt zich geen volledige tarsometatarsus. Het halvemaanvormige carpale, wellicht verbonden met een hypothetisch 'carpale X', vergroeit met de middenhand tot een carpometacarpus die bij deze groep echter het eerste middenhandsbeen vrijlaat. Verschillende groeilijnen zijn meestal vast te stellen zodat het dier enkele jaren oud was.
De fasen wijken niet veel af van het patroon bij moderne vogels di echter typisch wel veel sneller groeien. Meer afgeleide Enantiornithes verschillen van basale vormen van de groep in het al snel vormen van een kiel op het borstbeen, al in fase 1 terwijl die zich bij oudere soorten pas in fase 3 vormt. De beschrijvers beklemtoonden dat het model nog zeer voorlopig was en niet bevestigd kon worden door ontologische reeksen binnen één soort want die zijn nog onbekend. De fasen zijn opgesteld door exemplaren van verschillende taxa te vergelijken wat onzekere aannames over de leeftijd van ieder exemplaar impliceert.